# Simimyidae
Simimyidae — родина вимерлих мишуватих гризунів Північної Америки.